# جو والش (ممثل)
جو والش (بالإنجليزية: Joe Walsh)‏ هو عازف بيانو ومغني وعازف قيثارة ومنتج أسطوانات وملحن وممثل أمريكي، ولد في 20 نوفمبر 1947 بويتشيتا في الولايات المتحدة. من الجوائز التي نالها مركز كينيدي الثقافي سنة 2016.

## جوائز
- مركز كينيدي الثقافي (2016)

## وصلات خارجية
- جو والش على موقع IMDb (الإنجليزية)
- جو والش على موقع الموسوعة البريطانية (الإنجليزية)
- جو والش على موقع روتن توميتوز (الإنجليزية)
- جو والش على موقع ألو سيني (الفرنسية)
- جو والش على موقع ميوزك برينز (الإنجليزية)
- جو والش على موقع رولينغ ستون (الإنجليزية)
- جو والش على موقع أول موفي (الإنجليزية)
- جو والش على موقع إن إن دي بي (الإنجليزية)
- جو والش على موقع أول ميوزيك (الإنجليزية)
- جو والش على موقع ديسكوغز (الإنجليزية)